# Kees Verschuren
Kees Verschuren (Breda, 29 augustus 1941) is een Nederlands beeldhouwer, installatiekunstenaar, kunstschilder, collagist en multimediakunstenaar. Zijn bekendheid dankt hij vooral aan zijn beelden in de openbare ruimte.

## Biografie
Verschuren werd geboren in Princenhage, een voormalig dorp nabij en tegenwoordig een woonwijk van Breda. Van 1961 tot 1965 volgde hij de Koninklijke Academie van Beeldende Kunsten in Den Haag. Gedurende dertig jaar, van 1973 tot 2003, was hij docent aan de Willem de Kooning Academie in Rotterdam. Daarnaast adviseerde hij voor enkele overheden en voor particulieren en was hij actief als beeldend kunstenaar.
In de jaren zeventig maakte hij met Teun Jacob Steen in water, een land art-kunstwerk dat toen werd beschouwd als het grootste kunstwerk van Nederland. Op de Eerste Maasvlakte werkten zij er vijf jaar aan. In 1989 realiseerde hij het sculpturale Sjatoodoo in het Brainpark in Rotterdam.
Een ander voorbeeld, van veel meer van zijn werken in de openbare ruimte, draagt de naam G/H/L. Dit bestaat uit drie grote figuren op een rotonde in Sliedrecht. De figuren geven in morsecode de afkorting van Geloof/Hoop/Liefde en verwijzen naar de dijkenbouwers en baggeraars uit die stad. De kleuren van de beelden symboliseren van onderen naar boven: aarde, bagger, begroeiing en lucht.
Verschuren hield verschillende exposities, waarbij zijn werk zowel solo als samen met andere kunstenaars werd gepresenteerd. Werk van hem werd onder meer getoond in verschillende gemeentelijke gebouwen, op de Technische Universiteit Eindhoven en in het Living Art Museum in Reykjavik.
Kees Verschuren is de vader van Kamiel Verschuren (1968), die als conceptueel kunstenaar in zijn voetsporen is getreden.

## Galerij

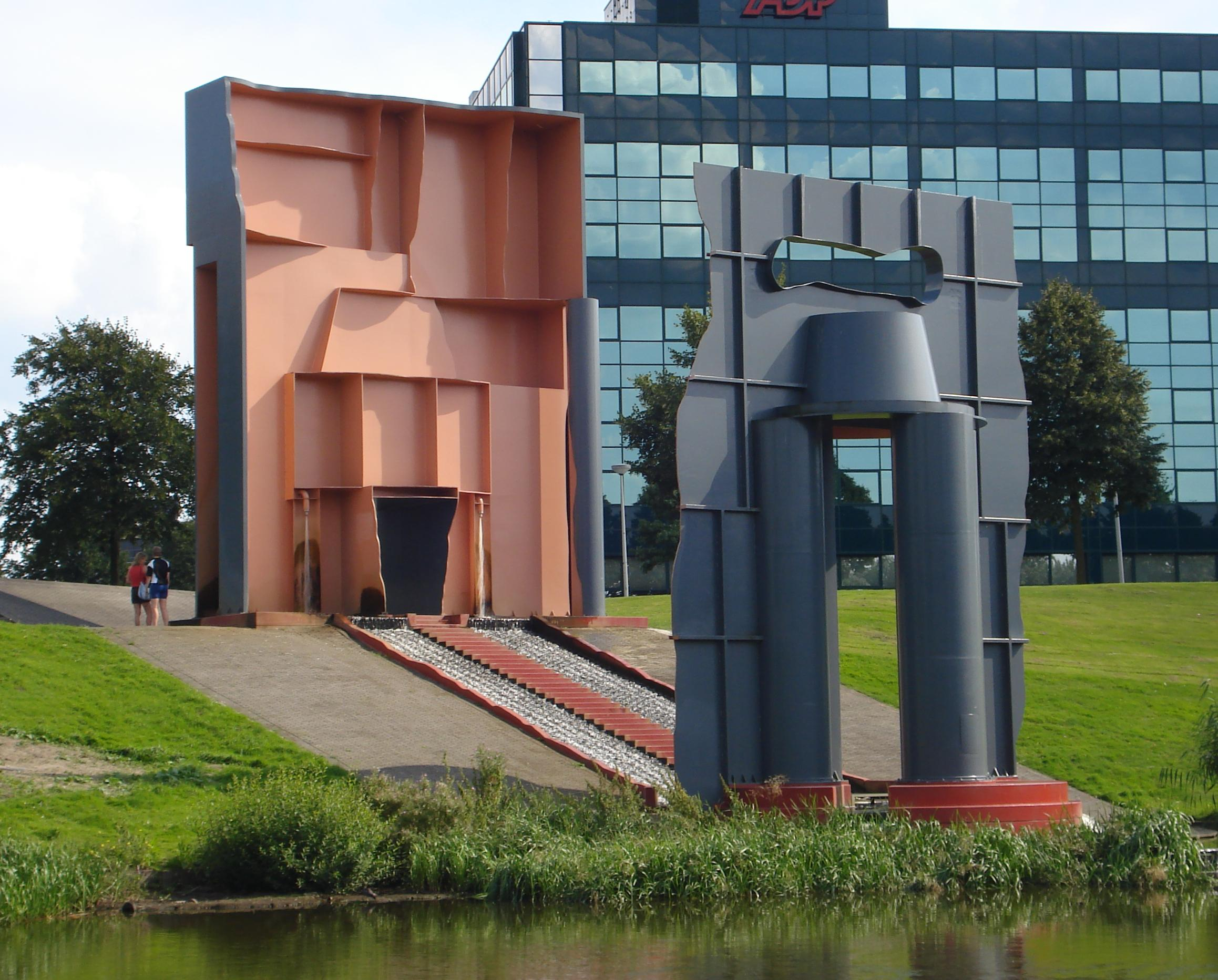
Sjatoodoo (1989), Rotterdam
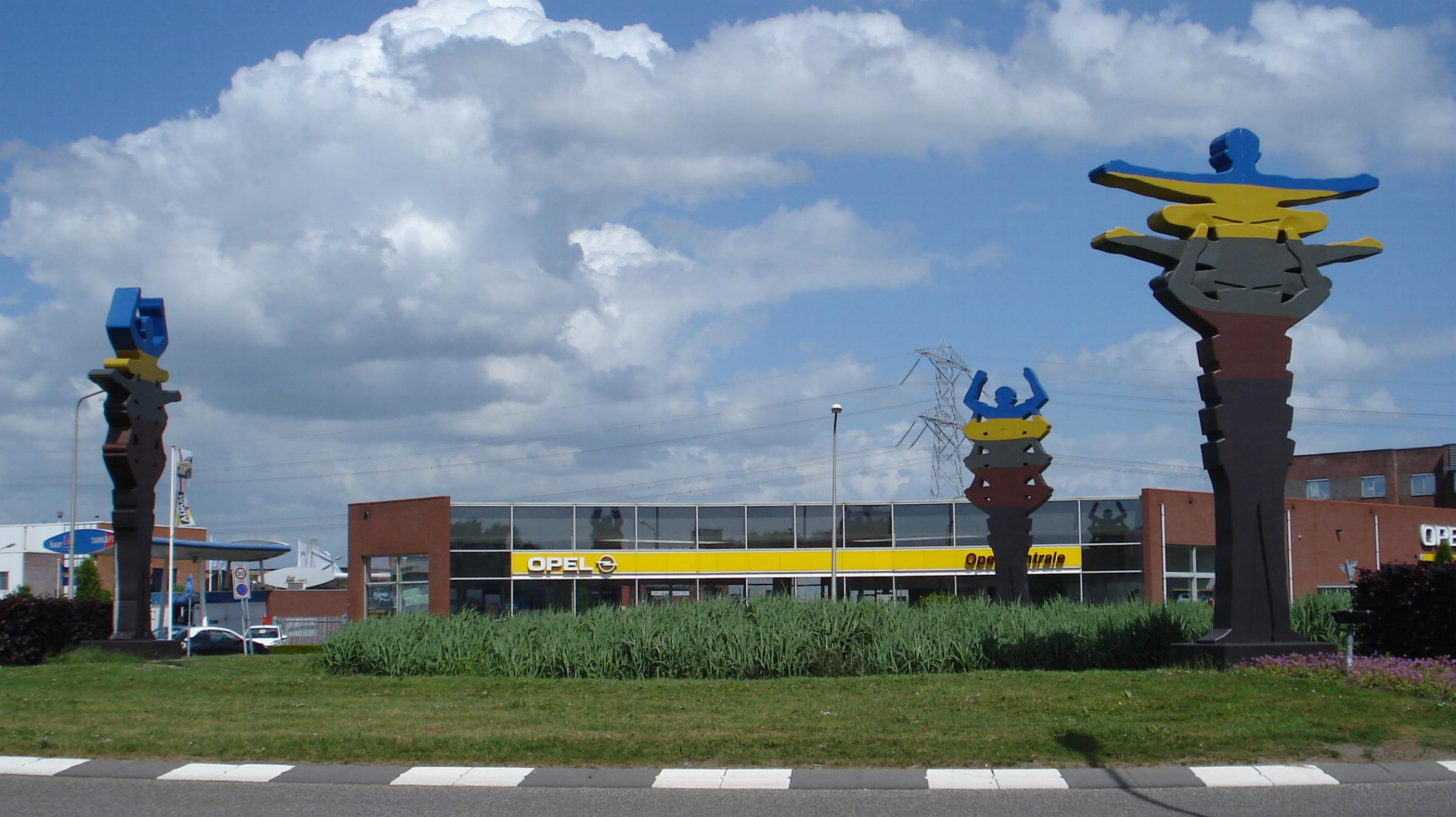
G/H/L (2004), Sliedrecht

- International Standard Name Identifier: 0000 0003 9192 8340
- Nederlandse Thesaurus van Auteursnamen: 074767046
- RKD-Nederlands Instituut voor Kunstgeschiedenis: 80641
- Virtual International Authority File: 285890477
- WorldCat: E39PBJpYrdK9dgWT39M8FPcVmd